# 冷蔵庫をお願い
冷蔵庫をお願い (れいぞうこをおねがい、韓国語：냉장고를 부탁해) は、JTBCにて放送されている韓国の料理番組。本国では2014年11月17日から2019年11月25日まで第1期が放送されたのち、2024年12月15日より「冷蔵庫をお願い since 2014」（냉장고를 부탁해 since 2014）として第2期が放送されている
。
ゲストの冷蔵庫にある食品だけを利用し、2人のシェフが15分という制限時間内に調理する料理対決を中心に、ゲストの冷蔵庫にまつわるプライベートなトークが披露される。
日本では「冷蔵庫をよろしく」の題名で放送・配信がされている。

## 出演者

### 司会者
- キム・ソンジュ
- チョン・ヒョンドン(第1期)
- アン・ジョンファン(第1期 - 現在)

### アシスタント(第1期)
- チョン・ガウン（朝鮮語版）[6]
- 火曜飛[7]

### シェフ
- ホン・ソクチョン（朝鮮語版）
- チェ・ヒョンソク
- サム・キム（朝鮮語版）
- キム・プン（朝鮮語版）
- チョン・チャヌク（朝鮮語版）
- ミハル・アシュミノフ
- イ・ウォニル
- パク・ジュヌ
- イ・ヨンボク

## 日本での放送・配信

### テレビ放送
2016年2月に「冷蔵庫をよろしく」としてMnetで第1期が先行放送され、翌3月にレギュラー放送されている。また、2025年7月28日より第2期が放送されている。

### 配信
日本では以下の配信プラットフォームにて配信されている（2025年現在）。
- Amazonプライムビデオ
- Lemino
- Hulu

また、かつてはビデオマーケットでも配信されていた。

## 海外展開
韓国国外では、本番組のフォーマットを用いた以下の番組が製作された。
- 拜托了冰箱 (2015年)（ 中国、テンセントビデオ）[10]

- Cuộc chiến mỹ vị (2018年)（ ベトナム、VTV）[11]